# Natalia Bedoya
Natalia Bedoya (Anserma, 25 de abril de 1981) es una actriz, cantante y bailarina colombiana, reconocida por su participación en el grupo Escarcha y por su carrera musical en solitario, además de aparecer en algunas series de televisión y películas de ese país.

## Carrera
Bedoya inició su carrera musical como miembro del grupo juvenil de pop Escarcha nacido del programa de telerrealidad Popstars a comienzos de la década del 2000, con el que registró apariciones en la televisión nacional y grabó dos álbumes de estudio. A mediados de la década empezó a actuar en diversas series de televisión, entre las que destacan: La mujer en el espejo, El vuelo de la cometa, Amores de mercado, Decisiones, El Zorro: la espada y la rosa y Victoria. En 2005 participa en el concurso venezolano La guerra de los sexos de Venevision.
En la década de 2010 continuó apareciendo en series de televisión, aunque hizo mayor énfasis en su carrera musical y teatral, siendo una de las pioneras en incursionar en el género el jazz vocal en el territorio colombiano. En 2019 integró el reparto de la película Al son que me toquen bailo.

## Filmografía

### Televisión
- 2004-2005 - La mujer en el espejo - Ginger
- 2004 - El vuelo de la cometa - Isabel
- 2006-2007 - Amores de mercado - Julieta
- 2006 - Decisiones - Jéssica
- 2007 - El zorro: la espada y la rosa - Laisha
- 2007-2008 - Victoria - Estrella
- 2010 - Salvador de mujeres
- 2012-2013 - ¿Quién eres tú? - Madre de Verónica y Natalia
- 2016 - La viuda negra 2 - Dayanna

### Reality
- 2002 - Popstars - Concursante
- 2005 - La guerra de los sexos - Concursante
- 2014 - La voz Kids - Entrenadora
- 2021-2022 - ¿Quién es la máscara? - Participante[8]

### Cine
- 2019 - Al son que me toquen bailo

## Discografía

### Con Escarcha
- 2002 - Escarcha
- 2003 - Siempre hay algo más